# La Squadra Mouscron
La Squadra Mouscron, in het Nederlands La Squadra Moeskroen, is een Belgische zaalvoetbalclub uit Moeskroen.

## Historiek
De club werd opgericht in mei 2000 door de familie Greco. In het seizoen 2002-'03 nam de club voor de eerste maal deel aan de zaalvoetbalcompetitie georganiseerd door de Koninklijke Belgische Voetbalbond (KBVB) en dwong als beste tweede van alle reeksen in de Henegouwse derde provinciale de promotie af. In het seizoen 2004-'05 speelde de club kampioen en promoveerde de club naar eerste provinciale. Een seizoen later, in 2005-'06 won de club de Beker van Henegouwen en werd ze kampioen in eerste provinciale.
In het seizoen 2006-'07 trad de club voor de eerste maal aan in de nationale reeksen, alwaar ze onmiddellijk de promotie afdwong naar tweede nationale. Aldaar verbleef de club tot en met het seizoen 2013-'14, dat seizoen werd La Squadra kampioen en promoveerde ze naar eerste nationale. De club stootte vervolgens in het seizoen 2014-'15 door naar de halve finale van de Beker van België, maar degradeerde tevens op het einde van het seizoen opnieuw naar tweede nationale. Het seizoen daarop werd wederom de titel behaald in tweede nationale en keerde La Squadra vanaf het seizoen 2016-'17 terug naar het hoogste niveau.

## Palmares
- Kampioen 2e nationale: 2014 en 2016
- Kampioen 1e provinciale Henegouwen: 2006
- kampioen 2e provinciale Henegouwen: 2005
- Winnaar Beker van Henegouwen: 2006